# 氢氧化镍

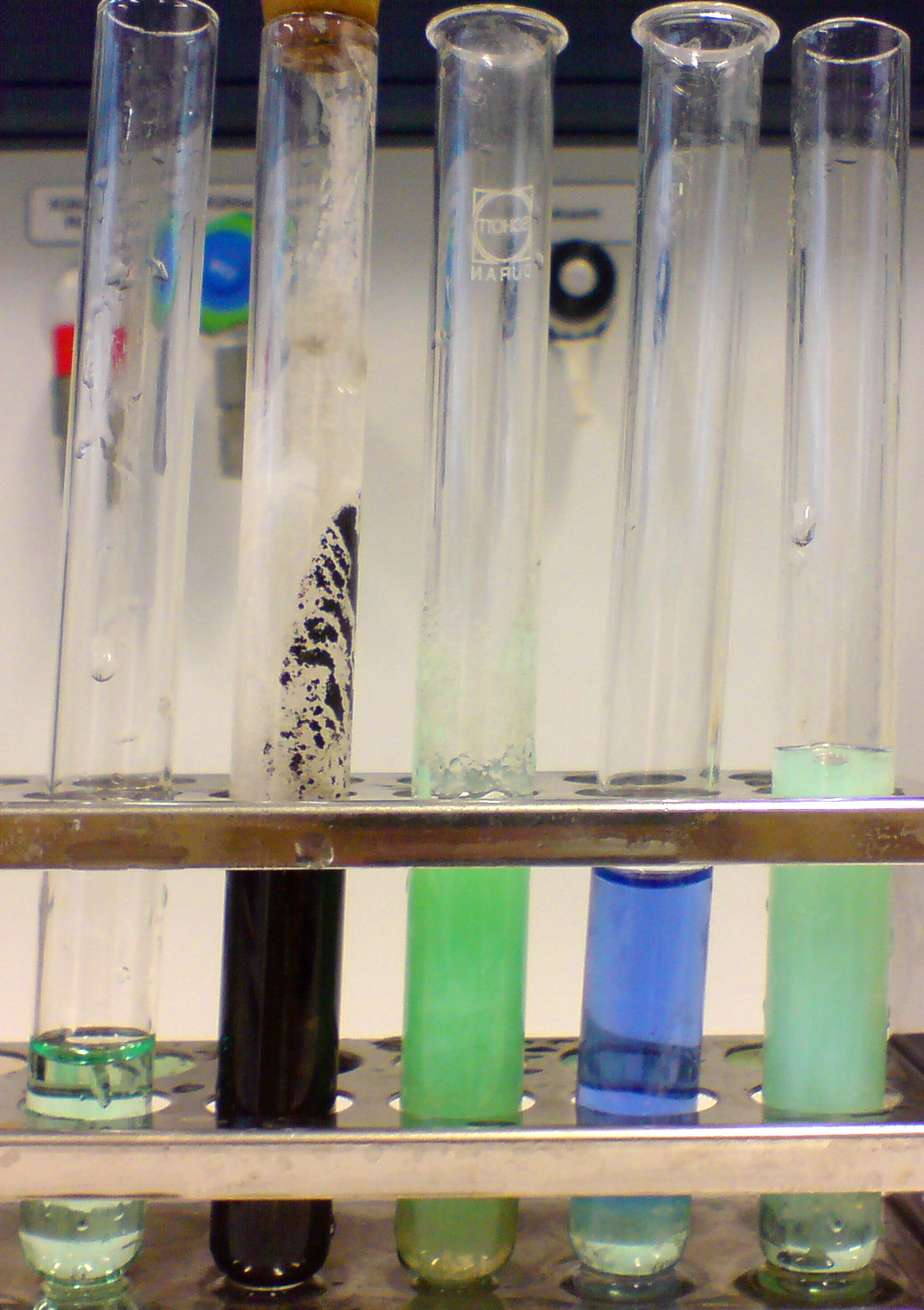
中间的试管中含有大量的氢氧化镍沉淀

氢氧化镍（Ni(OH)2）是一种不溶于水的氢氧化物，是綠色沉澱，常用于蓄电池的电极。电池使用过程成它被氧化成氢氧化氧镍。在六水合镍离子的溶液中加强碱得到氢氧化镍沉淀。它的矿物是很罕见的，被称为氢氧镍石。